# 安巴圖菲南德拉哈納
20°33′S 46°48′E / 20.550°S 46.800°E
安巴圖菲南德拉哈納，是馬達加斯加的城鎮，位於該國中部，由阿莫羅尼馬尼亞區負責管轄，是安巴圖菲南德拉哈納區的首府，海拔高度1,400米，2001年人口26,365。